# CompactRISC
CompactRISC és una família de microarquitectura produïda per National Semiconductor. Les arquitectures són dissenyades d'acord amb els principis RISC (Reduced Instruction Set Computer), i s'utilitzen principalment en microcontroladors. Les subarquitectures d'aquesta família són els CR16 i CR16C de 16 bits, i el CRX de 32 bits.